# Theodor Kullak
Theodor Kullak (født 12. september 1818 i Krotoschin i Posen, død 1. marts 1882 i Berlin) var en tysk musiker, bror til Adolf Kullak, far til Franz Kullak.
Kullak studerede klaverspil hos Aghte i Posen, teori hos Dehn i Berlin, gik 1842 til Wien, hvor han fortsatte sine studier hos Czerny, Sechter og Nicolai, foretog forskellige kunstrejser og blev 1843 lærer ved hoffet i Berlin, senere hofpianist.
1850 stiftede han sammen med Julius Stern og A.B. Marx et musikkonservatorium (det senere Sternske), skilte sig imidlertid 1855 ud derfra og grundlagde Neue Akademie der Tonkunst, der 1880 fejrede sin 25-årige beståen med 100 lærere og over 1000 elever.
Kullak har komponeret adskilligt for pianoforte, mest salon- og undervisningsmusik, en klaverkoncert, en trio, nogle sange med mere.
1. ↑  Navnet er anført på engelsk og stammer fra Wikidata hvor navnet endnu ikke findes på dansk.